# Ульфик, Адам
Адам Ульфик (пол. Adam Ulfik; 28 июля 1925, Кшепице — 3 февраля 1976, Щецин) — польский рабочий активист, диссидент ПНР, соратник Эдмунда Балуки. Активный участник рабочих протестов 1970—1971. Один из лидеров забастовочного движения в Щецине, руководил группами охраны и безопасности на судоверфи имени Варского.

## Заключённый и рабочий
Родился в крестьянской семье. Во время нацистской оккупации пятнадцатилетним подростком был отправлен на принудительные работы в Германию. Дважды пытался бежать, за что был заключён в концлагерь Маутхаузен. Освобождён американскими войсками в мае 1945.
В 1946 Адам Ульфик нелегально пробрался из Польши в американскую зону оккупации Германии и застрелил бывшего капо, отличавшегося особой жестокостью в Маутхаузене. Мотивом убийства являлась месть за погибшего в концлагере друга. Ульфик был арестован и приговорён к пожизненному заключению с заменой на десятилетний срок. Содержался в тюрьме строгого режима под Мюнхеном. В 1955 освобождён и депортирован в ПНР.
Адам Ульфик поселился в Щецине. С 1956 работал прокатчиком и слесарем на Щецинской судоверфи имени Варского. Находился под наблюдением Службы безопасности ПНР — подозревался в шпионаже в пользу США (поводом для подозрений послужило досрочное освобождение). Оснований для этого не имелось, но Ульфик придерживался антикоммунистических взглядов, был противником правящей ПОРП, чего практически не скрывал. Неоднократно задерживался милицией, в 1965—1968 трижды был осуждён по «бытовым» статьям за нарушения общественного порядка. В одном из случаев он вступил в драку с патрулём и обвинялся в избиении сотрудника милиции.

## Командир забастовочной гвардии
В декабре 1970 города Балтийского побережья охватили массовые рабочие протесты против повышения цен. В Щецине события приняли особую остроту. Этому способствовала и позиция властей: отказ первого секретаря воеводского комитета ПОРП Антония Валашека от «разговоров с толпой», жёсткий настрой коменданта милиции Юлиана Урантувки. 
Несколько декабрьских дней в Щецине существовало как минимум двоевластие — комитета ПОРП и забастовочного комитета. Секретарь ЦК ПОРП Ян Шидляк с тревогой говорил о созданной забастовщиками Щецинской республике. Произошли уличные столкновения протестующих с милицией и войсками, был сожжён комитет ПОРП. Погибли шестнадцать человек.
Адам Ульфик непосредственно не участвовал в декабрьских столкновениях. Однако он стал одним из организаторов забастовки на судоверфи, ближайшим соратником протестного лидера Эдмунда Балуки. Ульфик организовал охрану судоверфи, сумел получить закрытую информацию, проникнув неузнанным на заседание администрации. Мариан Юрчик называл Адама Ульфика «главным оппозиционером верфи» и отмечал, что тот сумел противопоставить СБ действия своей секьюрити.
В январе 1971 в Щецине началась вторая волна забастовочного движения. Председателем забастовочного комитета стал Эдмунд Балука, его заместителем — Адам Ульфик. Основная функция Ульфика состояла в организации охраны и обеспечении безопасности бастующих. Его отряды «рабочей гвардии» и служба безопасности верфи насчитывали до трёхсот человек. Органы пропаганды ПОРП обвиняли их в «белом терроре».
Новый первый секретарь ЦК ПОРП Эдвард Герек вынужден был посетить Щецин и вступить в переговоры с забастовочным комитетом. На многочасовой встрече выступал и Адам Ульфик. По результатам переговоров была сформирована рабочая комиссия, наблюдавшая за соблюдением достигнутых договорённостей. Ульфик имел в комиссии удостоверение за номером 2. На первомайскую демонстрацию 1971 Ульфик вывел колонну рабочих судоверфи с траурными повязками вместо красных — что было замечено советским консулом и привело к серьёзному выговору Брежнева в адрес Герека.

## Слежка и преследования
После забастовки Адам Ульфик продолжал работать на верфи имени Варского. Он отличался высокой профессиональной квалификацией, имел два сертификата рационализации и пять заявок на технические изобретения. Администрация предприятия предлагала Ульфику переезд в новую квартиру, однако он отказался, справедливо восприняв предложение как попытку подкупа за отказ от общественной активности.
Против лидеров забастовки велись активные оперативные мероприятия спецгруппы СБ. Адам Ульфик несколько раз подвергался уличным нападениям. В рапортах СБ Ульфик характеризовался как «фанатично преданный Балуке, импульсивный и бескомпромиссный, яростный и опасный противник, никогда не смиряющийся с поражением». Находился под постоянным наблюдением четырёх агентов. За ним постоянно двигалась наружка, его разговоры прослушивались. Круг друзей Ульфика не без оснований рассматривался как «антигосударственная организация».
Против Адама Ульфика было сфабриковано обвинение в изнасиловании. «Жертвой» называлась психически больная дочь управдома, который являлся осведомителем СБ. 23 мая 1972 Ульфик был арестован. Однако медэкспертиза однозначно опровергла само событие преступления. Главная свидетельница обвинения признала оговор. Ульфик был освобождён. Официально обвинение снято уже после его смерти, однако ещё в ПНР.
Следующей акцией против Адама Ульфика стала попытка убийства. 30 июля 1972 в квартиру ворвались двое неизвестных, скрутили хозяина, сделали ему наркотическую инъекцию, открыли газовые трубы и скрылись. Однако Ульфик успел прийти в себя, распахнуть окна и выбежать на улицу. (В милицейском рапорте было сказано, что он «бежал в одних шортах, нарушая общественный порядок».) Примерно за год до того при сходных обстоятельствах погиб другой активист щецинской забастовки Богдан Голашевский.

## Кончина и память
В декабре 1972 под давлением властей Адам Ульфик вынужден был уволиться с судоверфи. Ему была оформлена инвалидность по хроническому сердечному заболеванию. Ульфик подал заявление на открытие индивидуального кафе. Заведение общепита было разрешено только на значительном удалении от верфи. Слежка СБ продолжалась. При этом в рапортах отмечались упорные попытки Ульфика сохранять и развивать контакты с рабочими. Скончался Адам Ульфик от сердечного приступа в возрасте пятидесяти лет.
Родственники, друзья и соратники характеризовали Адама Ульфика как «весёлого толстого человека, необузданного и бешено активного». Вместе с Эдмундом Балукой, Марианом Юрчиком, Владиславом Токарским, Богданом Голашевским его причисляют к «неподкупным патриотам и крутым парням», определившим характер Щецинской республики.
При этом отмечается, что Ульфик и Голашевский почти неизвестны в Щецине, не говоря о всей Польше, и «это пора изменить».

## Награды
- Командор со звездой ордена Возрождения Польши (28 августа 2009 года)[7]